# 미야자와 미셸
미야자와 미셸(일본어: 宮澤ミシェル, 1963년 7월 14일 ~ )는 일본의 전 축구 선수이다. 후지타 공업, 제프 유나이티드 이치하라에서 활동하였다.

## 구단 경력
1986년 일본 사커 리그의 후지타 공업에 입단했다. 1992년까지 131경기에 나서 4득점을 기록했다. 1988년에 천황배 준우승. 1992년 J1리그의 제프 유나이티드 이치하라로 이적했다. 1995년후 현역 은퇴.